# 푼휘잉 피살 사건

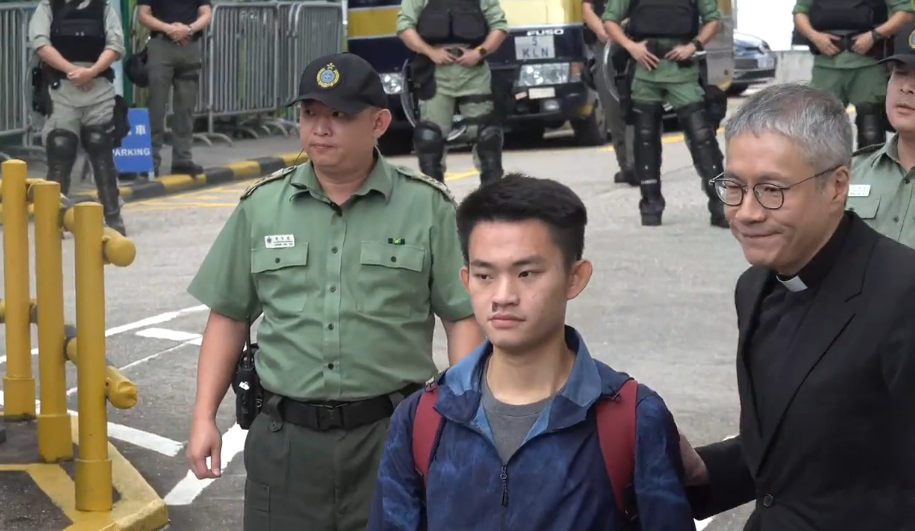
푼휘잉 피살 사건의 피의자인 찬통카이가 2019년 10월 23일에 홍콩의 교도소에서 출소한 모습

푼휘잉 피살 사건(중국어: 潘曉穎命案)은 2018년 2월 17일에 중화민국(타이완) 타이베이시 다퉁구에 위치한 퍼플 가든 호텔에서 홍콩인 남성 찬통카이(陳同佳)가 자신의 홍콩인 여자친구 푼휘잉(潘曉穎)을 살해한 사건이다.

## 발단
홍콩인 연인이었던 찬통카이와 푼휘잉은 2018년 2월에 타이완 타이베이시로 여행을 갔는데 당시 푼휘잉은 임신 4개월이었다. 이때 푼휘잉이 찬통카이에게 뱃속의 아이는 찬통카이의 아이가 아니라 다른 남자의 아이라며 성관계 비디오를 보여 주자 찬통카이가 푼휘잉을 살해하고 카드를 훔쳐 홍콩으로 도주했다.
홍콩 사법부와 경찰은 찬통카이가 타이완에서 훔친 카드를 사용한 증거를 확보했으나, 사건의 피의자인 찬통카이를 살인죄로 처벌할 수 없었다. 이는 중화인민공화국의 특별행정구인 홍콩 정부가 중화인민공화국이 주권 국가로 인정하지 않는 타이완과의 범죄인 인도 조약을 체결할 수 없었으며, 홍콩 형법은 홍콩인이 외부에서 저지른 죄에 대한 형사관할권을 인정하지 않았기 때문이다. 찬통카이는 훔친 카드를 사용한 것에 대해서만 징역형의 처벌을 받았을 뿐, 홍콩 내에서 살인죄로 처벌받지 않았다.
홍콩 특별행정구 정부는 2019년 2월부터 《2019년 도주범죄인 및 형사법 관련 법률 지원 개정 법안》을 상정하여 찬통카이를 타이완으로 송환하려고 했다. 하지만 홍콩에서는 범죄인 송환 대상에 중국 대륙 지역이 포함될 가능성을 우려하여 송환법 제정에 반대하는 여론이 확산되었다. 이를 계기로 2019년 6월부터 시작된 홍콩 시위가 확산되자 캐리 람 홍콩 행정장관은 2019년 9월에 법안을 철회한다는 공식 성명을 발표했다.